# Gisèle Pelicot
Gisèle Pelicot, född 7 december 1952 i Villingen i Tyskland, är en fransk pensionär och tidigare tjänsteman vid Électricité de France. Hon uppmärksammades 2024 som målsägande i "fallet Pelicot", efter att hon mellan 2011 och 2020, utan sin vetskap, blivit utsatt för en lång rad våldtäkter av sin make och av andra.
Våldtäktsmålet, där 51 män dömdes till fleråriga fängelsestraff, är ett av senare års mest omdebatterade rättsfall i Frankrike. Pelicot har under rättegången framträtt öppet, och hon valdes av Financial Times till en av 2024 års 25 mest inflytelserika kvinnor i världen.

## Biografi

### Bakgrund
Pelicot föddes 1952 i sydtyska Villingen, som dotter till en fransk soldat. Hon flyttade vid fem års ålder till Frankrike med sin mor, som avled i cancer fyra år senare.

### Äktenskap och yrkesliv
Under 1971 blev Pelicot bekant med Dominique Pelicot. De gifte sig två år senare och bosatte sig i Parisförorten Villiers-sur-Marne. Paret fick tidigt en son och en dotter och 1986 föddes ytterligare en son.
Gisèle Pelicot hade en yrkeskarriär inom administrationen för det statliga elbolaget Électricité de France. Hennes make arbetade som elektriker och mäklare och han var även verksam som företagare.
De båda makarna hade under årens lopp utomäktenskapliga affärer med andra, varefter de återförenades. År 2001 skilde de sig av ekonomiska skäl, medan de fortsatte sitt samboende. Några år senare, 2007, gifte de sig en andra gång.
När de båda Pelicot 2013 pensionerade sig, flyttade de till Mazan i sydöstra Frankrike, där de hyrde ett hus med simbassäng. Gisèle Pelicot gick med i en sångkör, medan hennes make ägnade sig åt cykling. På somrarna umgicks de en hel del med sina barn och barnbarn.

### Rättsfall
År 2020 uppdagades att Dominique Pelicot, utan sin makas vetskap under ett knappt decennium, drogat och begått sexuella övergrepp mot henne. Han ska också ha bjudit in en stor mängd män att våldta henne medan hon var drogad.
Övergreppen avslöjades i samband med att Dominique Pelicot arresterades för olovligt intimt fotograferande av kvinnor i en stormarknad. Därefter uppdagades en stor mängd filmer och bilder från övergreppen i Dominique Pelicots dator, vilket kom att fungera som dokumentation i den påföljande rättegången.
Makarna Pelicot skilde sig 2024, och senare på året ägde domstolsförhandlingarna rum i departementsdomstolen i Avignon. Inför rättegången hade Gisèle Pelicot insisterat på en öppen rättegång, vilket ledde till stor uppmärksamhet inom och utom landet för rättsfallet. Den 19 december dömdes 51 män – inklusive hennes förutvarande make – till fleråriga fängelsestraff för våldtäkt, alternativt försök till våldtäkt eller sexuella övergrepp. Den 72-årige Dominique Pelicot dömdes till 20 års fängelse, det högsta straff som kan utdömas för våldtäkt i Frankrike.
Rättegången ledde till att Gisèle Pelicot blev internationellt uppmärksammad, bland annat för sitt mod att framträda öppet i rätten, i massmedier och under eget namn. Rättsfallet återuppväckte en fransk debatt kring sexuella övergrepp och toxiskt beteende, medan Gisèle Pelicot för många fungerade som en samlande symbol för en förnyad metoo-debatt. Financial Times utnämnde henne till en av 2024 års 25 mest inflytelserika kvinnor.